# Mussei
El mussei (mussoi, mossi, musseina) és una llengua txadiana pertanyent a la subdivisió de les llengües masses parlada per unes 200.000 persones a les prefectures txadianes de Tandjilé i Maio-Kebbi i a la divisió Maio-Danai del Camerun.
Entre els nombrosos dialectes que integren el diasistema mussei, els quals reben llur nom del poble en què es parlen, s'hi compten el bongor, el jodo, el tagal, el berem, el gunu, el holom, el gamé, el jaraw, el domo, el lew i el pe, propi aquest últim del territori camerunès. La intel·ligibilitat mútua és extensiva a tots els dialectes, mentre que, respecte a la resta de llengües masses, la màxima proximitat lingüística es troba entre el mussei, especialment en la seva varietat dialectal lew, i el marba (Ethnologue 15).